# UFC Live: Hardy vs. Lytle
 UFC Live: Hardy vs. Lytle, è stato un evento di arti marziali miste tenuto dalla Ultimate Fighting Championship il 14 agosto 2011 al Bradley Center di Milwaukee, negli Stati Uniti.

## Risultati
|                             | Divisione         |                  |                 |                  | Metodo                                  | Round           | Tempo           | Premio          |
| Card Principale             | Card Principale   | Card Principale  | Card Principale | Card Principale  | Card Principale                         | Card Principale | Card Principale | Card Principale |
| --------------------------- | ----------------- | ---------------- | --------------- | ---------------- | --------------------------------------- | --------------- | --------------- | --------------- |
|                             | Pesi welter       | Cris Lytle       | batte           | Dan Hardy        | Sottomissione (ghigliottina)            | 3               | 4:16            | FOTN, SOTN      |
|                             | Pesi leggeri      | Benson Henderson | batte           | Jim Miller       | Decisione unanime (30-27, 29-28, 30-26) | 3               | 5:00            |                 |
|                             | Pesi leggeri      | Donald Cerrone   | batte           | Charles Oliveira | KO tecnico (pugni)                      | 1               | 3:01            | KOTN            |
|                             | Pesi welter       | Duane Ludwig     | batte           | Amir Sadollah    | Decisione unanime (29-28, 29-28, 29-28) | 3               | 5:00            |                 |
| Card Preliminare (Facebook) |                   |                  |                 |                  |                                         |                 |                 |                 |
|                             | Pesi medi         | Jared Hamman     | batte           | C.B. Dollaway    | KO tecnico (pugni)                      | 2               | 3:38            | POTN            |
|                             | Pesi gallo        | Joseph Benavidez | batte           | Eddie Wineland   | Decisione unanime (30-27, 30-27, 30-27) | 3               | 5:00            |                 |
|                             | Pesi medi         | Ed Herman        | batte           | Kyle Noke        | Sottomissione (inverted heel hook)      | 1               | 4:15            |                 |
|                             | Pesi mediomassimi | Ronny Markes     | batte           | Karlos Vemola    | Decisione unanime (30-27, 30-27, 30-27) | 3               | 5:00            |                 |
|                             | Pesi piuma        | Jimy Hettes      | batte           | Alex Caceres     | Sottomissione (rear-naked choke)        | 2               | 3:12            |                 |
|                             | Pesi leggeri      | Cole Miller      | batte           | T.J. O'Brien     | Sottomissione (ghigliottina)            | 2               | 2:38            |                 |
|                             | Pesi leggeri      | Jacob Volkmann   | batte           | Danny Castillo   | Decisione unanime (29-28, 29-28, 29-28) | 3               | 5:00            |                 |
|                             | Pesi gallo        | Edwin Figueroa   | batte           | Jason Reinhardt  | KO tecnico (gomitate e pugni)           | 2               | 0:50            |                 |

## Premi
I lottatori premiati ricevettero un bonus di 65.000 dollari.
Legenda:
- FOTN: Fight of the Night (vengono premiati entrambi gli atleti per il miglior incontro dell'evento)
- KOTN: Knockout of the Night (viene premiato il vincitore per la migliore vittoria per KO dell'evento)
- SOTN: Submission of the Night (viene premiato il vincitore per la migliore vittoria per sottomissione dell'evento)